# Gaultheria buxifolia
Gaultheria buxifolia là một loài thực vật có hoa trong họ Thạch nam. Loài này được Willd. mô tả khoa học đầu tiên năm 1801.